# ブガラマ
ブガラマ（Bugarama）はルワンダの西部州ルシジ郡の町である。人口は40,276人（2022年国勢調査）。

## 地理
コンゴ民主共和国とブルンジの国境付近にある町である。ルジジ川沿いに位置する。